# Masciascita
Masciascita (arabisch المشاشطة, DMG al-Mašāšiṭa) ist ein Siedlungszentrum als Kleinstadt in Libyen, die sich im Distrikt Gefara in der Region Tripolitanien befindet. Masciascita ist etwa 32 Kilometer von der libyschen Hauptstadt Tripolis entfernt.
Während der italienischen Kolonialzeit war Masciascita Teil der Eisenbahnstrecke Ferrovia Tripoli-Vertice 31. Im Ort ist auch eine Moschee aus den osmanischen Herrschaftszeiten.